# عمارة برج فايناخ

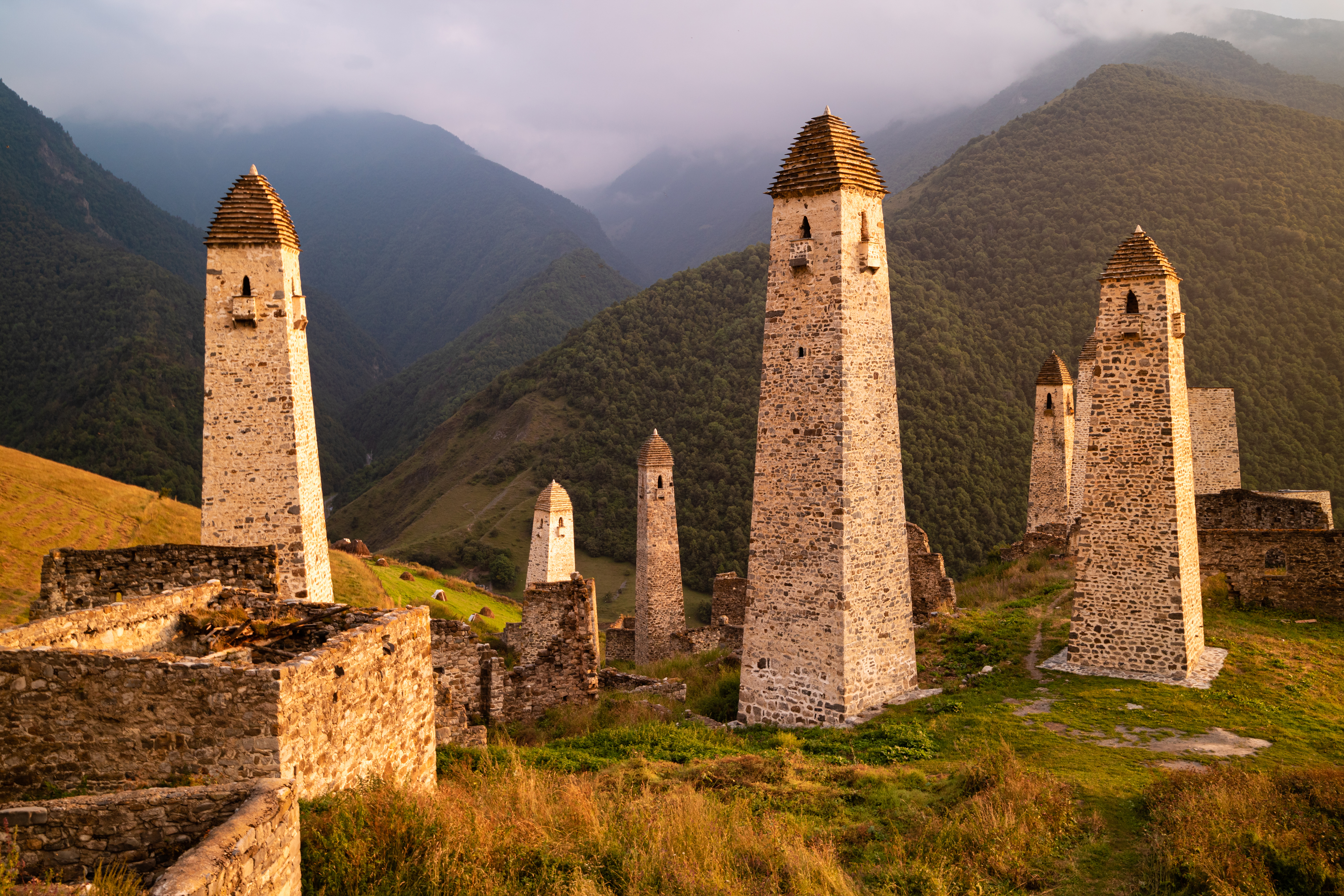

تُعتبر عمارة برج فايناخ سمة مميزة لعمارة العصور الوسطى في الشيشان وإنغوشيتيا. نشر البناؤون الشيشانيون عمارة الفايناخ في شمال شرق جورجيا (دارتلو، توشيتي) أيضًا، إضافة إلى أبراج سافان الشبيهة بأبراج فايناخ من الناحية المفاهيمية. استُخدمت بعض الأبراج لأغراض سكنية، بينما استُخدم البعض الآخر لأهداف عسكرية وجمع البعض منها بين الوظيفتين.

## لمحة تاريخية
يرجع تاريخ أقدم التحصينات في شمال القوقاز إلى الألفية الثالثة قبل الميلاد. يرجع تاريخ أقدم المباني التي حملت سمات أبراج الفايناخ إلى القرن الأول الميلادي، ويمكن تقسيمها إلى أنواع عسكرية وأخرى سكنية. ازدادت وتيرة الإعمار بشكل كبير في القرنين الثاني عشر والثالث عشر، إذ وصلت تقنيات البناء وعمارة أبراج الفايناخ إلى ذروتها في القرنين الخامس عشر والسابع عشر.

## السمات العامة
بُنيت أبراج الفايناخ النموذجية على قاعدة مربعة يتراوح طولها من 6 إلى 12 مترًا وعرضها من 10 إلى 25 مترًا تبعًا لوظيفتها. بُنيت الجدران من كتل حجرية من الجير أو الجير الطيني أو الملاط المصنوع من الرمل الجيري. تميل الجدران نحو الداخل وتنقص سماكتها في الطوابق العليا. بُنيت الأبراج على الصخور الصلبة.
كانت أبراج الفايناخ مزخرفة باعتدال بفن الصخور ذو المواضيع الدينية والرسوم الصخرية التي تصور التضرع، مثل الإشارات الشمسية أو تصوير ليدي الخالق والحيوانات.
صاحب بناء البرج سواء كان عسكريًا أم سكنيًا طقوس خاصة. تؤكد الأغاني والحكايات الشعبية على دور «البناء الرئيس»، الذي وبحسب التقاليد، سيوجه مجموعة من المساعدين الذين ينجزون العمل الفعلي. احتُفظ بأسماء بعض من هؤلاء البنائين الرؤساء مثل ديشخي، الذي يرتبط اسمه بالتقاليد المحلية للبرج العسكري في فوغي، وياند من المستوطنة الأنغوشيتية، إيرزي. تخصصت بعض القرى الشيشانية مثل بافلوي ببناء الأبراج. تعزو الأساطير للباني الرئيس المهمة الشريفة والخطيرة للغاية المتمثلة بوضع حجر تسلوركو الذي يعلو السقف الهرمي للبرج العسكري. رُبط سلم بشرفة بارزة من الخارج لكي يتمكن البناء الرئيس من الوصول إلى السقف، ويكلف هذا الطقس الكثير من البنائين الرئيسيين حياتهم. في حال نجاح المهمة، يعطي الزبون رئيس البنائين ثورًا. يكلف بناء برج للعائلة من 50 إلى 60 بقرة.
زعم إيفان شيبليكين أن بناة الأبراج لم يحتاجوا أي سقالات، ويفترض العديد من الباحثين هذه النظرية أيضًا. مع ذلك، ربما كان يعني هذا أنهم لم يستخدموا السقالات في الخارج.
احتوى التصميم على الحجر الإسمنتي لربط الجدران معًا ودعم الطوابق العليا. من المحتمل أن تكون السقالات الداخلية المستخدمة في تشييد الجدران قد استندت على أحجار الزاوية، ولهذا السبب صُنعت الطنفات. رُفعت الأحجار والجوائز برافعة معروفة باسم تشلاغلارغ أو زيرازا. جُلبت أحجار كبيرة (يصل وزن بعضها إلى عدة أطنان) إلى الموقع باستخدام زلاجات مدفوعة بالأكسدة. استخدم البناؤون العديد من أدوات إكساء الحجر مثل البيرغ (المعول) والفارزاب (مطرقة كبيرة) والجاو (مطرقة صغيرة) والدام (إزميل)، وغيرها. صُنع الملاط في الموقع نفسه. أُضيف الرمل أو الطين إلى الملاط في الأماكن التي كان فيها الجير باهظ الثمن. كانت واحدة من أهم مهمات البناء الرئيس هي تقدير الكمية المناسبة من الملاط لضمان المقاومة الزلزالية للبرج. تُملأ المفاصل بين الأحجار بالطلاء الجيري المائي كي لا يتلف المطر الملاط.